# Леман, Карл-Хайнц
Карл-Хайнц Леман (нем. Karl-Heinz Lehmann; род. 2 января 1957, Reichenberg [Märkische Höhe], Бранденбург) — немецкий дзюдоист, чемпион и призёр чемпионатов ГДР и Европы, призёр чемпионата мира, бронзовый призёр летних Олимпийских игр 1980 года в Москве.

## Карьера
Выступал в лёгкой весовой категории (до 71 кг). Чемпион (1981 год), серебряный (1977, 1978, 1984) и бронзовый (1979, 1980) призёр чемпионатов ГДР. Победитель и призёр международных турниров. Чемпион (1981), серебряный (1982) и бронзовый (1980, 1983) призёр чемпионатов Европы. Бронзовый призёр чемпионата мира 1981 года в Маастрихте.
На Олимпиаде 1980 года Леман последовательно победил австрийца Иоганна Лео, финна Сеппо Мюлюлля, сенегальца Ниохора Дионге, но уступил британцу Нейлу Адамсу. В утешительной схватке Леман одолел поляка Эдварда Алкснина и завоевал бронзу соревнований.